# Dinastía dabuyí
La dinastía dabuyí, o dinastía Gaubarid, fue una dinastía iraní zoroástrica que comenzó en la primera mitad del siglo VII como un grupo independiente de gobernantes que gobernaron Tabaristán y partes del oeste de Jorasán. El gobierno dabuyí sobre Tabaristán y Jorasán duró aproximadamente desde 642 hasta la conquista abasí en 760.

## Historia
Ibn Isfandiyar, un historiador posterior, registra la historia temprana de los dabuyís. Según la tradición, los dabuyís eran descendientes directos de Djamasp, que era hijo del rey de reyes sasánida Peroz I y hermano menor de Kavad I, lo que los convertía en una rama cadete de la Casa de Sasán. Piruz, nieto de Jamasp, invadió Gilan y amplió la autoridad de la familia anexando Tabaristán. Gil, pariente de Piruz y conocido como Gavbara (que significa "devoto de la Vaca"), jugó un papel crucial en esto. Como resultado, el hijo de Gil, Dabuya o Daboe, recibió oficialmente los títulos de Gil e Gilan ("Gobernante de Gilan") y Padashwargarshah ("Rey de Patashwargar", el antiguo nombre de las montañas en Tabaristán) por el último rey de reyes del Imperio Sasánida, Yazdgerd III.
Después de la conquista musulmana de Persia, esa rama cadete sasánida y los nobles de las Casas de Ispahbudhan y Karin firmaron tratados de paz con los ejércitos árabes. Estos tratados estipulaban que los árabes no podían acercarse a estos territorios sin permiso previo. Como resultado, Gavbara retuvo el control sobre las regiones de Guilán y al menos partes de Tabaristán, mientras que Farrokhzad de la Casa de Ispahbudan gobernaba Rey y partes de Jorasán. Después de unos 15 años, Ibn Isfandiyar registra que Gavbara murió y su hijo Dabuya ascendió al trono, dando así nombre a la dinastía. Después de años de conflicto dinástico entre las Casas de Karin e Ispahbudan en el noreste de Irán, el hijo de Dabuya, Farrukhan el Grande, tomó con éxito el control de Tabaristán y avanzó hasta las fronteras de Nishapur. Además de los títulos que les otorgó Yazdegerd III, los gobernantes de la dinastía Dabuyí también tenían el antiguo título militar iraní de ispahbad como título de reinado.
Farrukhan el Grande derrotó una importante invasión musulmana encabezada por Yazid ibn al-Muhallab en 716-717. Los nuevos estudios sitúan su ascenso al poder en la década de 670, en lugar de principios de la de 710 como se pensaba anteriormente. Farrokhan murió en 728 y su hijo, Dadhburzmihr (Dadmihr), lo sucedió como gobernante. Su reinado está poco documentado y murió joven en 740/741. Cuando Khurshid fue coronado Ispahbadh de Tabaristán, era sólo un niño, y su tío Farrukhan el Pequeño sirvió como regente durante siete años hasta que Khurshid alcanzó la edad adulta. Durante su reinado, Khurshid gobernó un estado próspero e hizo numerosos intentos de romper sus vínculos con el Califato.
Después de la revolución abasí, surgió un conflicto entre Khurshid y el califa abasí Al-Mansur. En 759, Al-Mansur lanzó una campaña contra la dinastía Dabuyí con el pretexto de buscar la ayuda de Khurshid para reprimir una rebelión en Jorasán. Khurshid permitió que las fuerzas de Al-Mansur pasaran por Tabaristán, pero fue tomado por sorpresa por un ataque sorpresa que condujo a la invasión y posterior caída de Tabaristán. Después de huir, Khurshid buscó refugio en Guilán e intentó reunir sus fuerzas para un contraataque. Sin embargo, cuando el rey fue capturado, su familia se suicidó en 761, poniendo fin al reinado de la dinastía Dabuyí.